# Тюмень (Иркутская область)
Тюме́нь — деревня в Черемховском районе Иркутской области России. Входит в состав Парфеновского муниципального образования.

## География
Деревня находится на расстоянии примерно 30 км к юго-западу от города Черемхово, административного центра района.

## Население
| 2002 | 2010 | 2011 | 2012 |
| ---- | ---- | ---- | ---- |
| 27   | ↗36  | →36  | ↘35  |